# Ano Machi Recōdo
Ano Machi Recōdo (あの街レコード?) è il terzo mini-album di indigo la End, pubblicato il 2 aprile 2014 da unBORDE.

## Background
Si tratta del primo mini-album per un'etichetta importante, a circa un anno di distanza dall'album precedente, Yoru ni Mahō o Kakerarete (夜に魔法をかけられて?). L'album è stato pubblicato contemporaneamente al terzo mini-album Min'na nōmaru (みんなノーマル?) del gruppo Gesu no Kiwami Otome, di cui fa parte anche Kawatani.
L'album, secondo Kawatani, "ha un'atmosfera complessivamente nostalgica e ha il senso di un ritorno alle proprie radici".
Il termine あの街 (?, Ano machi, lett. Quella città) del titolo si riferisce alla città natale di Kawatani, Nagasaki.

## Tracce
Testi e musiche di Enon Kawatani.
1. 夜明けの街でサヨナラを (Yoakenomachide sayonara o?) – 4:16
2. 名もなきハッピーエンド (Na mo naki happīendo?)[2] – 4:32
3. billion billion – 3:39
4. あの街の帰り道 (Ano machi no kaerimichi?)[3] – 4:09
5. 染まるまで (Somaru made?) – 5:12
6. ダビングシーン (Dabingushīn?)[4]
[5] – 4:04
7. mudai – 1:44
8. アリスは突然に (Arisu wa totsuzen ni?) – 1:52